# Equus lambei
Equus lambei is een uitgestorven zoogdier uit de familie van de paardachtigen (Equidae). De wetenschappelijke naam werd gepubliceerd door Oliver Hay in 1917.